# Донкино
Донкино е село в Северна България. То се намира в община Трявна, Габровска област.
Старото име на селото е Чакалите. Към 1934 г. селото има 54 жители. В днешно време няма постоянно население. Влиза в землището на с. Радевци.